# 도루묵 소녀
《도루묵 소녀》는 대한민국의 문화방송에 일요일 일요일 밤에 방송됐던 코너이다. 방송 기간은 1994년 10월 23일부터 1995년 4월 16일까지, 진행자는 이경실이다.

## 출연자 게스트
- 303회(1) 조형기
- 304회(2) 구본승
- 305회(3) 듀스
- 306회(4) BOY ZII MEN, 유영진
- 307회(5) 손광기, 소방차
- 308회(6) 장동건
- 309회(7) 이경규
- 311회(8) 스테파니 루프, 홍진경
- 314회(9) 이문세
- 315회(10) 신은경
- 316회(11) DJ DOC
- 319회(12) 채시라
- 320회(13) 연세대학교 농구부
- 321회(14) 안재욱
- 322회(15) 노희지
- 325회(16) 하희라
- 326회(17) 홍경인
- 327회(18) 박진영
- 328회(19) 신승훈

## 같이 보기
- 일요일 일요일 밤에 종영된 코너 목록